# 985 (numero)
Novecentottantacinque (985) è il numero naturale dopo il 984 e prima del 986.

## Proprietà matematiche
- È un numero dispari.
- È un numero composto, con 4 divisori: 1, 5, 197, 985. Poiché la somma dei suoi divisori (escluso il numero stesso) è 203 < 985, è un numero difettivo.
- È un numero semiprimo.
- È un numero omirpimes.
- È un numero di Smith nel sistema numerico decimale.
- È un numero odioso.
- È parte delle terne pitagoriche (140, 975, 985), (473, 864, 985), (591, 788, 985), (696, 697, 985), (985, 2364, 2561), (985, 19392, 19417), (985, 97020, 97025), (985, 485112, 485113).
- È un numero nontotiente (come tutti i dispari, ad eccezione del numero 1).
- È un numero intero privo di quadrati.
- È un numero congruente.
- È un numero palindromo e un numero ondulante nel sistema di numerazione posizionale a base 14 (505) e in quello a base 24 (1H1).

## Astronomia
- 985 Rosina è un asteroide della fascia principale del sistema solare.
- NGC 985 è una galassia ad anello della costellazione della Balena.
- IC 985 è una galassia nella costellazione della Vergine.

## Astronautica
- Cosmos 985 è un satellite artificiale russo.

## Altri ambiti
- Il Pratt & Whitney R-985 era un motore aeronautico radiale realizzato dalla Pratt & Whitney, negli Stati Uniti d'America.
- Bundesautobahn 985 è un'autostrada federale della Baviera, in Germania.
- Departmental route 985 è una strada in Francia.
- Pennsylvania Route 985 è una autostrada in Pennsylvania, Stati Uniti d'America.
- Hokkaido Prefectural Road Route 985 è una strada a Furano, Giappone.